# Vůz Bdmtee281, 275 ČD
Vozy řad Bdmtee281 a Bdmtee275 (v 90. letech označené Bymee), číslované v intervalu 50 54 22-44, jsou velkoprostorové osobní vozy druhé třídy z vozového parku Českých drah, vyrobené vagónkou VEB Waggonbau Bautzen v letech 1989–1990.
Vozy Bdmtee281 (001–320) jsou původní řadou, vyrobenou pro tehdejší Československé státní dráhy. Po rozpadu Československa připadla většina těchto vozů Českým drahám, zbytek připadl Železnicím Slovenskej republiky později Železničná spoločnosť Slovensko. Na Slovensku jezdí pod označením Bdtmee. Vozy Bdmtee275 vznikly částečnou modernizací těchto původních vozů, kdy byl jeden prostor pro kola nahrazen služebním oddílem.

## Technické informace
Jsou to neklimatizované vozy se samonosnou karosérií typu UIC-X, o celkové délce 26 400 mm, s výškou podlahy 1 250 mm nad temenem kolejnice a s nejvyšší povolenou rychlostí 160 km/h. Vozy mají podvozky GP 200 S vybavené kotoučovou brzdou s dvěma kotouči na každé nápravě.
Vozy mají neobvykle umístěné nástupní prostory známé od předchůdců vozů řady Bnrz, které využívá například dopravce DB Regio– nikoliv na koncích skříní, ale přibližně v 1/4 a 3/4 délky. Dvoudílné vstupní dveře s elektropneumaticky ovládanými předsuvnými křídly mají světlost 1 400 mm a za jízdy jsou blokovány. Mezivozové přechodové dveře jsou řešeny jako jednokřídlé otočné s klikou a panty. Vnitřní oddílové dveře jsou řešeny shodně, ale jsou mnohem lehčí. Okna jsou dvoudílná, vodorovně dělená v poměru 1 : 1, dolní polovina oken je zasklená pevně, horní polovina je výklopná dovnitř v úhlu asi 30 °. V každém oddíle je však zároveň vždy jeden pár oken zasklený pevným neděleným sklem. Zasklení oken i vstupních dveří je provedeno determálním dvojsklem.
Každý vůz je nástupními prostory rozdělen na tři velkoprostorové oddíly: prostřední má šest fiktivních oddílů, krajní mají po třech fiktivních oddílech. Každý nástupní prostor je vybaven jednou kabinkou WC a jedním nebo dvěma nouzovými sklopnými sedadly. Všechna pevná místa k sezení jsou řešena pomocí dvoumístných lavic potažených hnědou koženkou v uspořádání 2 + 2. Celkem tyto vozy nabízejí 96 pevných míst k sezení.
Vnitřní síť vozu má jmenovité napětí 24 V. Vozy jsou vybaveny centrálním zdrojem energie (CZE) o výkonu 4,5 kW, ale jsou přizpůsobeny i pro připojení na veřejnou síť 230/400 V 50 Hz. Pro přirozené větrání jsou použity větráky ve stropech vozů a výklopné poloviny oken, nucené větrání zajišťuje ventilátor 24 V / 600 W, vytápění vozu je zajištěno centrálním elektrickým topidlem o výkonu 40 kW, které je napájené trakčním napětím 3 kVss. Provozní osvětlení vozů je zářivkové s tranzistorovými střídači, nouzové žárovkové.
Původní nátěr těchto vozů byl tmavě zelený ve stylu Československých státních drah. Později byly vozy lakovány do světle zeleného nátěru přes okna a zbytek vozu byl světle šedý. Nověji jsou lakovány do jednotného modro-bílého stylu Českých drah od studia Najbrt.

### Speciální výbava
Tyto vozy byly vyvinuty mj. pro rychlou přestavbu na sanitní vozy v případě války: všechna sedadla lze snadno demontovat a vyjmout z vozu po vysklení nedělených oken, čímž vzniknou lůžkové oddíly až s 48 lůžky, operační sály nebo lékařská místnost s ovládacím pultem pro kompletní elektroinstalaci, klimatizaci a vodní hospodářství vozu. V každém oddíle jsou zásuvky 220 V / 16 A, ve svítidlech jsou patice pro modrá skla, nad každým oknem je čtyřhranem odemykatelná schránka se zatemňovací roletou a na podlaze jsou odtokové kanálky. V jednom nástupním prostoru je příprava na montáž dřezu, včetně průtokového ohřívače. Ve voze je navíc instalováno telefonní vedení o 23 párech vodičů.

## Modernizace

### Úpravy
V této sekci jsou chronologicky popsány úpravy, při kterých nedošlo k přeznačení vozů nebo k přeznačení došlo, ale přeznačené vozy jsou též popsány v tomto článku.
U vozu Bdmtee281 č. 218 byla okna vyměněna za polostahovací.
U vozu Bdmtee275 128 byla v roce 2000 čtveřice oken na obou stranách uprostřed vyměněna za polostahovací.
V průběhu let 2004–2007 proběhly úpravy celkem 76 vozů na řadu Bdmtee275, kdy byl v nástupním prostoru bez elektrického rozváděče vybudován služební prostor pro vlakové čety na místo prostoru místa pro kola. V roce 2012 bylo takto upraveno dalších sedm vozů.
V roce 2012 byly také některé vozy vybaveny 18žilovým UIC kabelem pro komunikaci řídicího vozu s lokomotivou.

### Přestavby na jiné řady
V roce 1992 byl vůz č. 216 přímo u výrobce upraven na řadu Bdmpee253. Do vozu byly dosazeny nové samostatné sedačky a byl snížen celkový počet míst k sezení.
Vůz Bdmtee281 č. 309 byl v roce 2000 přestavěn na měřicí vůz železničního svršku. Tento vůz je v majetku Správy železnic.
V roce 2008 byly vozy vyjmuty ze seznamu Hmotných civilních statků a rezerv Armády ČR. Tento krok umožnil první výraznější modernizace interiéru těchto vozů.. V letech 2008–2009 byly dva vozy (č. 246 a 279) upraveny na řadu Bdmtee263: do vozů byly dosazeny nové sedačky s látkovým potahem, a počet míst k sezení byl snížen na 74. Další čtyři vozy byly stejně zmodernizovány v roce 2011.
Od roku 2013 probíhá v šumperské společnosti Pars nova úprava na řady Bdmtee265 a Bdmtee266. Ve vozech je revitalizován interiér: nové samostatné sedačky, počet míst k sezení snížen (z původních 96 na 80 u vozů Bdmtee265 resp. 82 u vozů Bdmtee266), osazena nová vakuová WC, osazen elektronický informační systém a u vozů Bdmtee265 navíc vybudován prostor pro vlakovou četu.
V letech 2007–2008 proběhly úpravy celkem 21 vozů na řadu Bdgtmee. Ve vozech byl vybudován služební prostor pro vlakové čety na místo jednoho prostoru pro kola a na místo části sedadel v krajních částech vozu dosazeny věšáky pro přepravu jízdních kol. Rekonstrukci provedly firmy ŽOS Trnava a OV Cargo.
11. června 2019 byl na veletrhu Czech Raildays představen prototyp modernizovaného vozu Bdmtee267. Vůz má modernizovaný interiér včetně nových sedaček s textilním potahem. Rovněž byly dosazeny elektrické zásuvky 230 V, dobíjecí USB zásuvky, Wi-Fi a nový audiovizuální informační systém. Ve voze byla vytvořena místa pro jízdní kola. Rekonstrukci provedla dceřiná firma Českých drah DPOV. Na veletrhu byl rovněž vystaven i modernizovaný vůz ARmpee829.
24. února 2021 byl zmodernizován vůz Bdmtee281 22-44 275-4 na řadu Bdmtee268 a číslo změněno na 20-82 101-7. 22. listopadu 2021 byl zařazen do provozu.

### Nerealizovaný projekt přestavby na jinou řadu
Se vznikem integrovaného dopravního systému Jihomoravského kraje se projevil nedostatek elektrických jednotek řady 560, kdy bylo nutné na vlaky v okolí Brna nasazovat vozy Bdmtee s hnací lokomotivou. Její přepřahání v koncových stanicích trvalo 10–15 minut, což vedlo k projektu řídicího vozu 944 vzniklého přestavbou vozu Bdmtee – jeden z koncových oddílů by byl zkrácen, bylo by zkonstruováno zcela nové čelo skříně s neprůchozím stanovištěm strojvedoucího. Tato přestavba byla navržena ve dvou variantách: za novým stanovištěm strojvedoucího by měl být buď služební oddíl, anebo oddíl pro přepravu cestujících na vozíku a tomu měly být uzpůsobeny i nové zdvihací plošiny v souladu s UIC 565-3. Celková cena přestavby jednoho vozu neměla v roce 2005 překročit 8 milionů Kč.

## Provoz
Vozy jsou nasazovány zejména na osobní vlaky v okolí Brna, Plzně, Přerova, Ostravy a Pardubic. Občas bývá několik vozů nebo jeden vůz nasazen na rychlíky, expresy nebo měřící soupravu k měřicímu vozu pevných trakčních zařízení Správy železnic. Od konce roku 2022 začíná u Českých drah vyřazování vozů kvůli nepotřebnosti. Do té doby byly vyřazovány po nehodách, požárech nebo kvůli technickému stavu.

### LD Pardubice, DST Nymburk (do 31.12.1994) / DKV Praha, DST Nymburk (od 1.1.1995)
Od roku 1990 do roku 2002 jezdily na osobní vlacích:
Pardubice hlavní nádraží –  Kolín – Nymburk hlavní nádraží – Lysá nad Labem – Všetaty – Mělník – Ústí nad Labem Střekov – Děčín hlavní nádraží
Praha hlavní nádraží – Lysá nad Labem – Milovice
Praha hlavní nádraží – Lysá nad Labem – Nymburk hlavní nádraží
Praha hlavní nádraží – Poříčany – Nymburk hlavní nádraží
Praha hlavní nádraží – Benešov u Prahy – Tábor
Ústí nad Labem západ – Ústí nad Labem Střekov – Mělník – Všetaty – Lysá nad Labem

### DKV Ústí nad Labem, DST Ústí nad Labem západ
Pardubice hlavní nádraží – Kolín – Nymburk hlavní nádraží – Lysá nad Labem – Všetaty – Mělník – Ústí nad Labem Střekov – Děčín hlavní nádraží
Ústí nad Labem západ – Ústí nad Labem Střekov – Mělník – Všetaty – Lysá nad Labem

### OCÚ Západ, SÚ Děčín
10. listopadu 2011 se uskutečnila zkušební jízda vratné soupravy z Děčína do Lysé nad Labem jako 1. nsl 11077 a zpět jako vlak 10080. 11. listopadu 2011 již jezdily ve zkušebním provozu s řídicím vozem Bfhpvee. Od 9. prosince 2012 jsou k vidění s řídicím vozem Bfhpvee lince S32 a u U32 na trati Lysá nad Labem – Ústí nad Labem, na lince U3 Ústí nad Labem – Teplice V Čechách – Litvínov. Od 11. prosince 2022 jeden vůz v soupravě na lince S2 Kolín – Velký Osek – Poděbrady – Nymburk hlavní nádraží.

### OCÚ Východ, SÚ Horní Heršpice
V minulosti osobní vlak Skalice nad Svitavou – Letovice – Česká Třebová a spěšný vlak Brno hl.n. – Skalice nad Svitavou.
V současnosti jsou k vidění na trati Brno hl.n. – Frenštát pod Radhoštěm (Sp Hostýn), dále na osobních vlacích:
S2  Křenovice horní nádraží – Brno hlavní nádraží – Adamov – Blansko – Skalice nad Svitavou – Letovice, (od 12. prosince 2021 do 10. prosince 2022 z důvodu výluky v úseku Brno hl.n.– Blansko jsem nebyly nasazovány), od 1. července 2022 do 10. prosince 2022 po odstavení elektrických jednotek řady 560 také v úseku Brno hl.n. – Křenovice horní nádraží.
S2 (spěšný vlak) Brno hl.n.– Blansko – Skalice nad Svitavou – Letovice – Svitavy – Česká Třebová
S3 Hustopeče u Brna – Šakvice – Vranovice – /(Židlochovice) – Brno hlavní nádraží – Brno-Královo Pole – Kuřim – Tišnov – Níhov
S9 Břeclav – Moravská Nová Ves – Lužice – Hodonín – Moravský Písek – Moravský Písek zastávka – Nedakonice – Staré Město u Uherského Hradiště – Otrokovice – Přerov
Od 9. června 2023  na linkách S2 a S3 slouží pouze jako záložní za jednotky Moravia.

### OCÚ Střed, SÚ Praha-Jih a SÚ Praha-Libeň
Od roku 1990 do roku 2002 jezdily na osobní vlacích Praha hlavní nádraží – Lysá nad Labem – Milovice, Praha hlavní nádraží – Poříčany – Nymburk, spěšný vlak Praha hlavní nádraží – Jihlava. V pracovní dny na spěšných vlacích linky R41 na trati Praha Masarykovo nádraží – Kolín – Kutná Hora hlavní nádraží, od roku 2019 o víkendu na spěšný vlak Cyklo Brdy s vozem BDbmsee447 82-70 100-7 a jako záloha v Praze Libni občas vyjedou na linku S7 na trať  Praha hlavní nádraží – Beroun nebo na jiné tratě jako například na linku S22 Praha Masarykovo nádraží – Lysá nad Labem – Milovice nebo na zvláštních vlacích během pochodu Praha-Prčice. Vozy jsou často řazeny do vratných souprav s řídicím vozem Bfhpvee295. O víkendu jezdí na lince R49 tažený lokomotivou 162 v trase Praha hlavní nádraží – Čerčany s přejezdem na linku S80 na trati Čerčany – Světlá nad Sázavou taženy lokomotivou 754. Občas bývá několik vozů nebo jeden vůz nasazen na rychlíku za GVD 2021/2022 jeden vůz nasazen na linku R18 a dva vozy na linku R20. V GVD 2022/2023 jsou dva vozy  
nasazovány v pracovní dny na vlak Ex. Během Velikonoc 2023 byly využity na rychlících a expresech jako posilové vozy. 7 května 2023 k vlaku Ex2 připojeny v Olomouci hlavní nádraží tři vozy čísel 084, 085 a 231 jako posila po fotbalovém zápase Sparta proti Olomouci.

###### Současnost:
R41 Praha Masarykovo nádraží – Praha-Libeň – Český Brod – Pečky – Kolín zastávka – Kolín – Kutná Hora hlavní nádraží od 10. do 21. srpna 2020 z důvodu výluky na trati Kolín – Pardubice – Česká Třebová – Brno a od 6. dubna 2021 do 30. června 2023 je ukončena v Kolíně namísto stanice Kutná Hora hlavní nádraží 
R49 Praha hlavní nádraží – Praha Vršovice – Praha-Eden – Praha-Zahradní město – Praha-Hostivař – Říčany – Čerčany 
S8 Praha hlavní nádraží – Praha-Vršovice – Praha-Kačerov – Praha-Krč – Praha-Braník – Praha-Modřany zastávka – Praha-Komořany – Praha-Zbraslav – Dolní Břežany-Jarov – Vrané nad Vltavou – Skochovice – Davle – Petrov-Chlomek – Petrov u Prahy – Luka pod Medníkem – Jílové u Prahy – Kamenný Přívoz – Prosečnice – Krhanice – Chrást nad Sázavou – Týnec nad Sázavou – Pecerady – Poříčí nad Sázavou-Svárov – Poříčí nad Sázavou – Čerčany
S80 Čerčany – Sázava-Černé Budy – Ledečko – Český Šternberk – Zruč nad Sázavou – Vlastějovice – Chřenovice – Ledeč nad Sázavou
T6 Praha hlavní nádraží – Beroun – Zdice – Příbram – Březnice – Blatná

### OCÚ Západ, SÚ Tábor
Od 15. prosince 2024 v pracovní dny nasazeny na linku R49.
R49 Praha hlavní nádraží – Praha Vršovice – Praha-Eden – Praha-Zahradní město – Praha-Hostivař – Říčany – Čerčany – Benešov u Prahy – Tábor

### OCÚ Východ, SÚ Bohumín
Od 15. prosince 2024 nasazeny na linku R61.
R61 Opava východ – Ostrava-Svinov – Ostrava hl. n. – Havířov – Český Těšín – Třinec

### DKV Praha, DST Praha hlavní nádraží a DST Děčín hlavní nádraží
R21 Praha-Vršovice – Praha hlavní nádraží – Praha-Čakovice – Neratovice – Mladá Boleslav hlavní nádraží – Turnov – Mnichovo Hradiště – Tanvald

### OCÚ Západ, SÚ Plzeň
Od 9. prosince 2012 do 11. prosince 2021 jezdily řídicím vozem Bfhpvee na současné lince P1 trati Plzeň hlavní nádraží – Beroun, Plzeň hlavní nádraží – Mariánské Lázně – Cheb, poté byly nahrazeny jednotkami řady 650 RegioPanter. Vozy Bdmtee a řídicí vozy Bfhpvee295 byly převedeny do SÚ Děčín a SÚ Horní Heršpice.

### OCÚ Střed, SÚ Hradec Králové
Jsou v provozu vozy na osobnízvch a spěšných vlacích. Dříve jezdily v úsecích Choceň–Velký Osek, na trati Pardubice hlavní nádraží – Hradec Králové hlavní nádraží – Jaroměř je nahradily jednotky 440 RegioPanter, které byly v letech 2021–2022 přestavěny na řadu 640.1, do 14. prosince 2019 v úseku Kolín–Přelouč–Pardubice hlavní nádraží–Choceň–Česká Třebová a Kolín–Přelouč–Pardubice hlavní nádraží–Choceň–Letohrad–Lichkov. Do 13. prosince 2020 jezdila většina vlaků v úseku Hradec Králové hlavní nádraží – Týniště nad Orlicí – Choceň v ranních a odpoledních špičkách pracovních dnů v úseku Chlumec nad Cidlinou – Hradec Králové hlavní nádraží – Týniště nad Orlicí – Choceň, mimo přepravní špičky pracovních dnů vlaky do Chlumce nad Cidlinou končili ve stanici Hradec Králové hlavní nádraží od 14. prosince 2020 jezdí většina vlaků v úseku Hradec Králové hlavní nádraží – Týniště nad Orlicí a část vlaků je v provozu v úsecích Chlumec nad Cidlinou – Hradec Králové hlavní nádraží, Chlumec nad Cidlinou – Týniště nad Orlicí. Do 10. prosince 2022 jezdily spoje v úsecích Chlumec nad Cidlinou – Choceň a Hradec Králové hlavní nádraží – Choceň. V SÚ Hradec Králové jsou k prosinci 2022 v provozu poslední 4 vozy v zeleno-bílém nátěru. 
Od 11. prosince 2022 jsou osobní a spěšné vlaky označovány takto: 
V10 Chlumec nad Cidlinou – Hradec Králové hlavní nádraží Pouze v ranních a odpoledních špičkách pracovních dnů pokračuje část spojů jako linka V20 do Týniště nad Orlicí 
V20 Hradec Králové hlavní nádraží – Týniště nad Orlicí( – Choceň) Do Chocně jede pouze v ranních a odpoledních špičkách pracovních dnů. Část spojů jako linka V10 do Chlumce nad Cidlinou. 

### OCÚ Střed, SÚ Česká Třebová
Jsou v provozu na osobních a spěšných vlacích s řídicím vozem Bfhpvee na lince S10 v úseku Kolín–Přelouč–Pardubice hlavní nádraží–Choceň–Česká Třebová. Dříve jezdily v úseku Choceň–Velký Osek, do 14. prosince 2019 v úseku Kolín–Přelouč–Pardubice hlavní nádraží–Choceň–Letohrad–Lichkov.

## Přezdívky
- Vozům je mezi příznivci železnice často přezdíváno Vietnamci (podle legendy z dob počátku jejich nasazení, která vysvětlovala stísněná místa k sezení údajným původním určením vozů pro Vietnam s jeho fyzicky menším obyvatelstvem).
- Občasně jsou označovány jako „Bymáky“ podle původního označení Bymee.
- Cestující tyto vozy kvůli jejich stísněnému interiéru a východoněmeckému původu často označují jako „Honeckerova pomsta“ nebo zkráceně „Honeckery“.
- Václav Klaus podle dveří, jejichž sklo tvarem připomíná brýle, které nosil dříve Václav Klaus, akorát skla jsou na rozdíl od brýlí ve svislé poloze s delší svislou stranou.

## Nehody
3. června 1999 došlo k vykolejení vozu Bymee 50 54 22-44 111-1 na vlaku Os 9418. Vůz byl velmi poškozen při následném nárazu do mostní konstrukce.
14. května 2008 v 5 hodin ráno ve stanici Moravany vjela do zadního vozu 22-44 086-5 stojícího osobního vlaku Os 5011 v trase Pardubice hlavní nádraží — Česká Třebová elektrická lokomotiva 163 004-6.
30. září 2008 došlo k požáru vozu 212 v železniční stanici Hradec Králové hlavní nádraží, ke kterému došlo po vjezdu na Os 5685
15. května 2017 došlo v Praze Masarykově nádraží k požáru vozů 107 a 133

## Fotogalerie

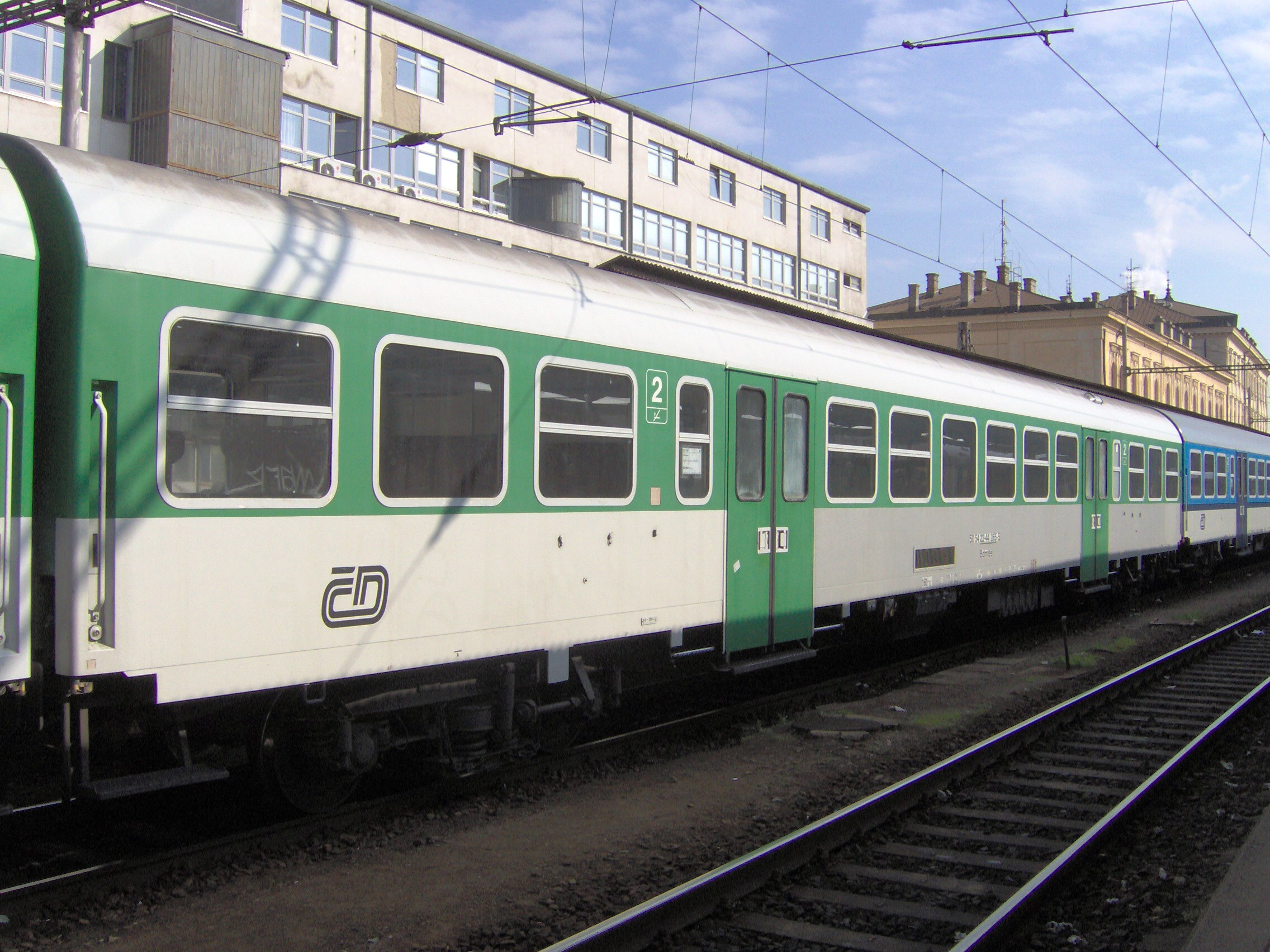
Vůz Bdmtee na brněnském hl. n.
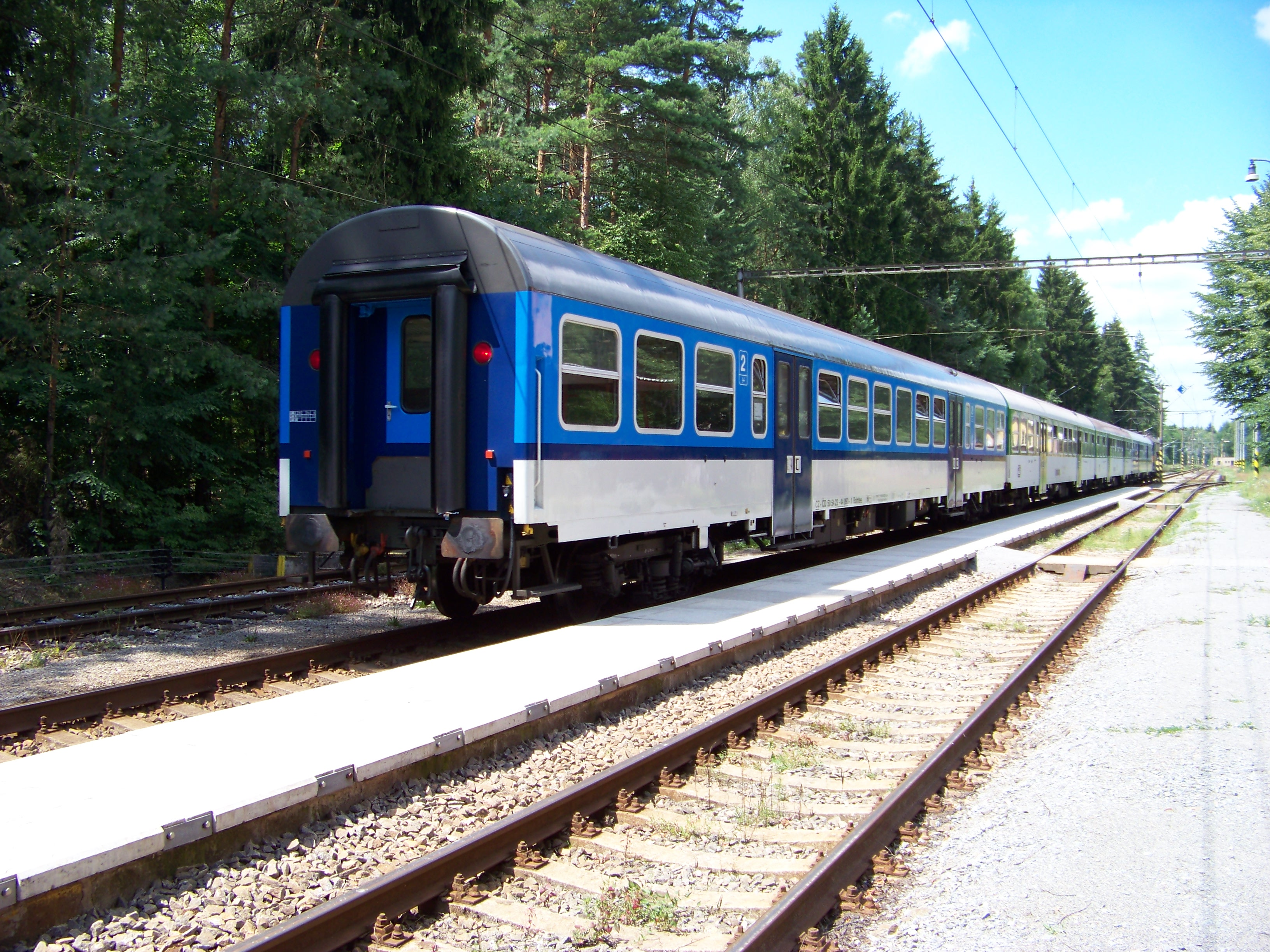
Vůz Bdmtee v nátěru Najbrt v Čermné nad Orlicí
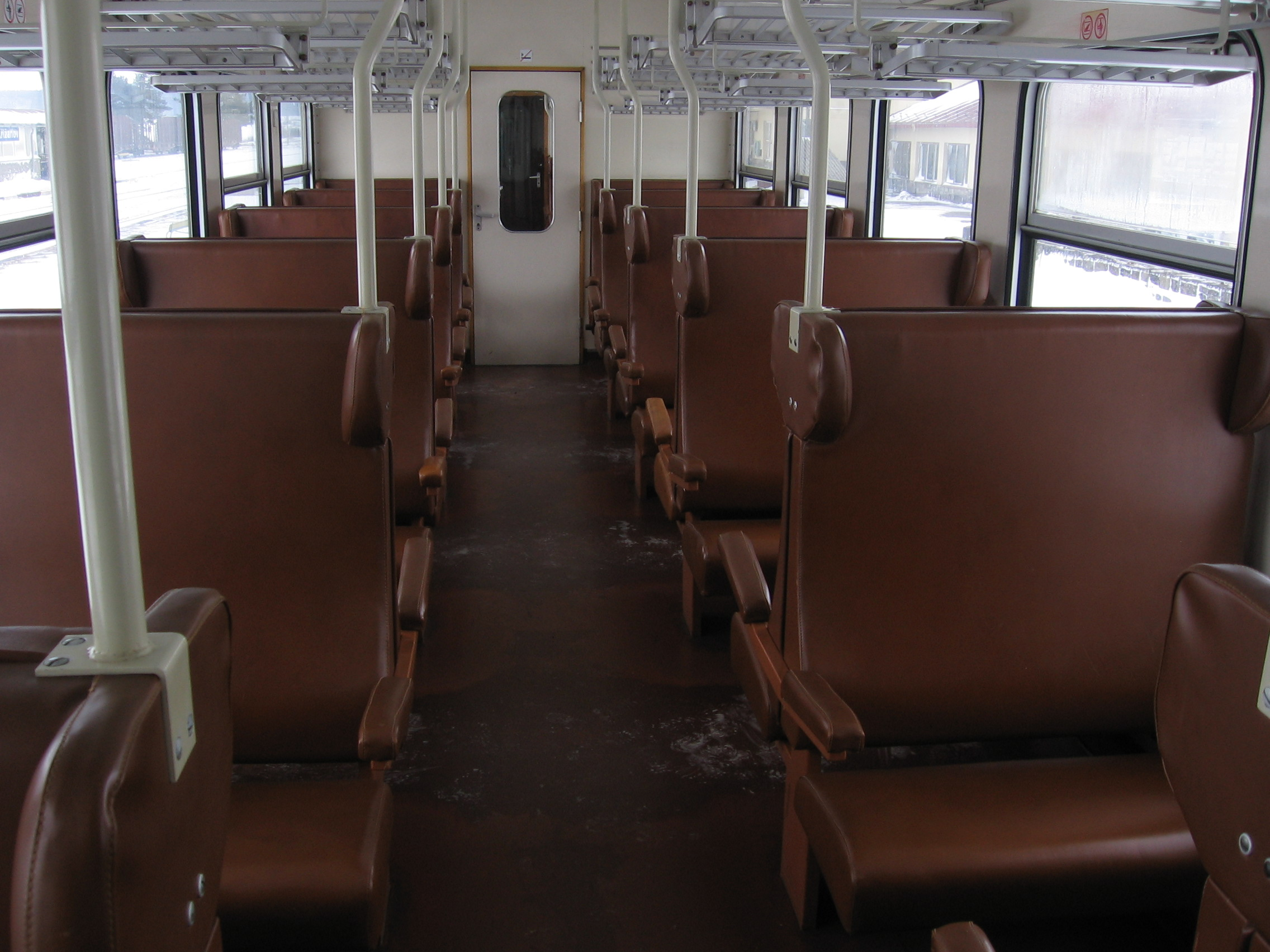
Interiér vozu
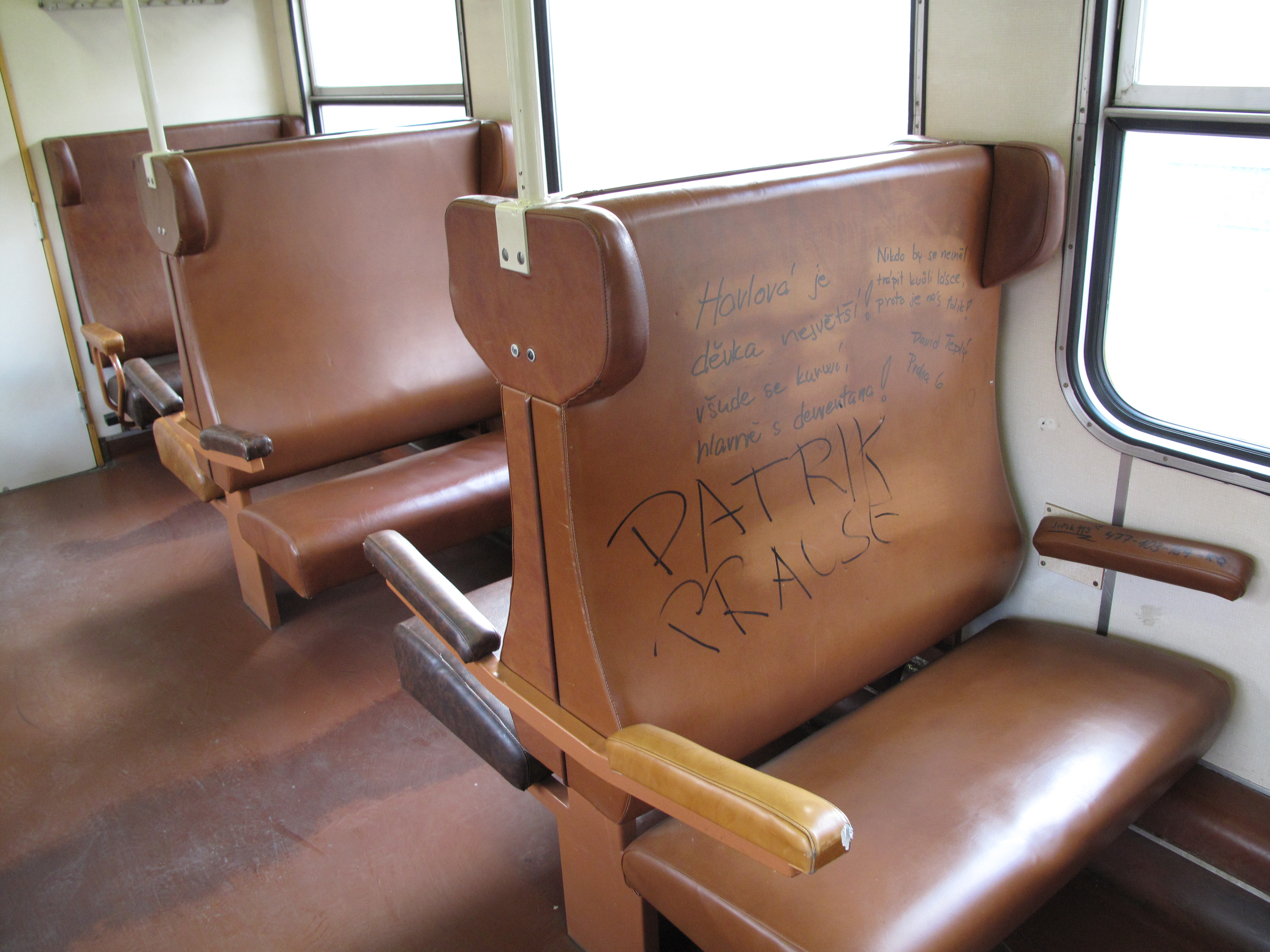
Poničené sedačky
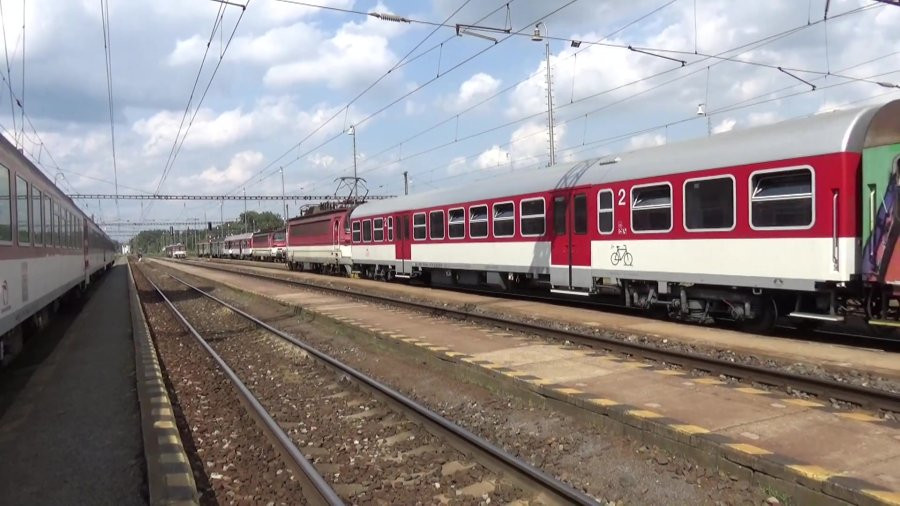
Bdtmee
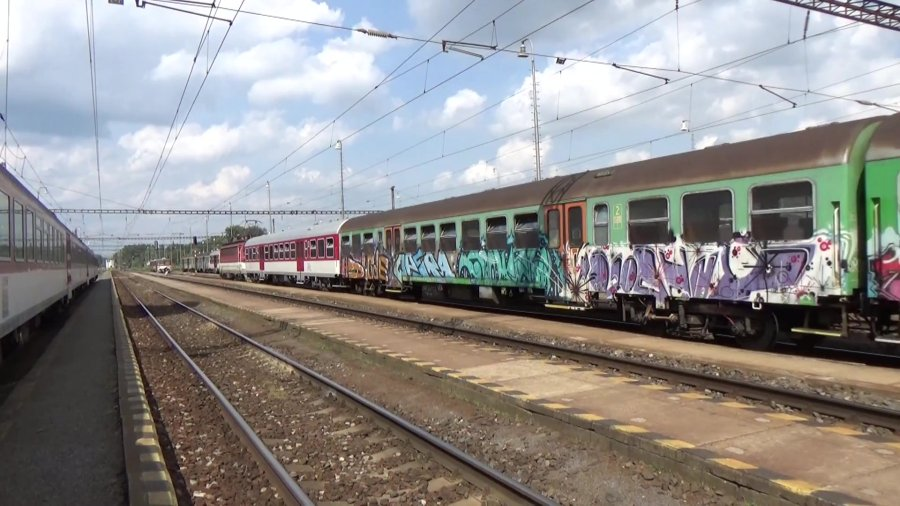
Bdtmee v původním nátěru
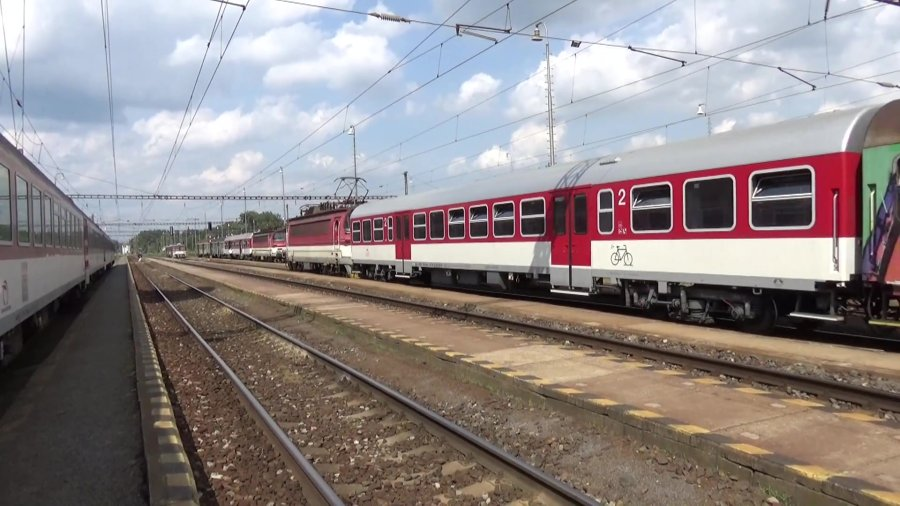
Bdtmee v nátěru Blonski
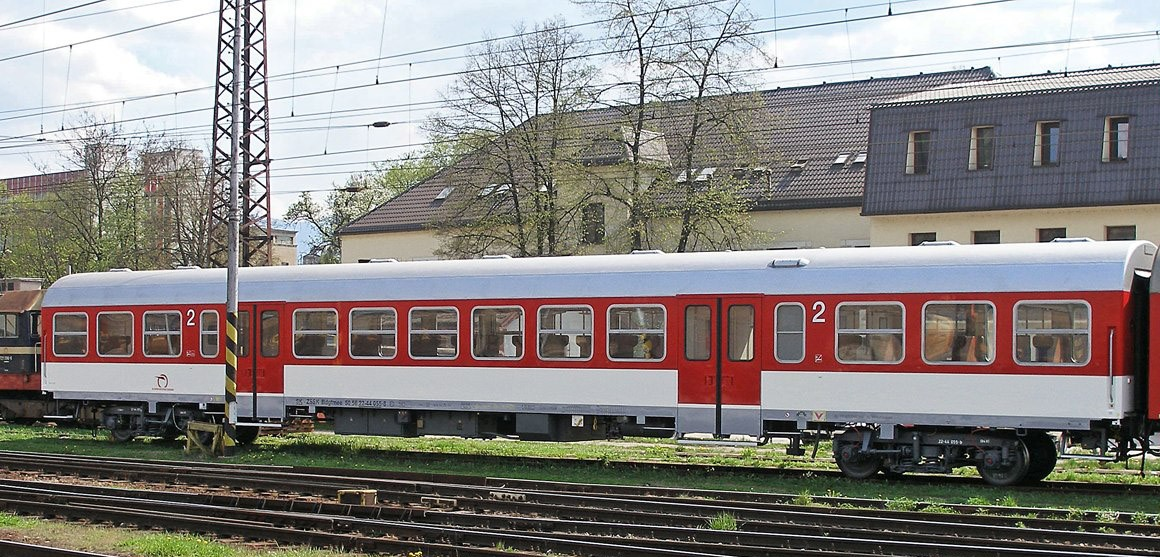
modernizovaná varianta vozu Bdtmee s označením Bdgtmee